# گوردزد
گوردزد (نام علمی: Necrolestes) نام یک سرده از رده پستانداران است.